# فرانك فرانتز
فرانك فرانتز (بالإنجليزية: Frank Frantz)‏ (و. 1872 – 1941 م) هو سياسي من الولايات المتحدة الأمريكية. ولد في روأنوك.
وهو عضو في الحزب الجمهوري.